# Die Nektons – Abenteurer der Tiefe
Die Nektons – Abenteurer der Tiefe (original: The Deep) ist eine Animations-TV-Serie der Australian Broadcasting Corporation und A Stark Produktion DHX Media Ltd. und damit eine australisch – kanadische Koproduktion. Die Serie basiert auf den Graphic Novels von Gestalt Publishing und wurde von Tom Taylor und James Brouwer gestaltet.
Die Serie wurde im Dezember 2015 in der Originalsprache (Englisch) erstausgestrahlt. Im Februar 2016 folgte die deutsche Erstausstrahlung auf Super RTL.
Die Serie besteht derzeit aus 65 Folgen in 4 Staffeln.

## Serienhandlung
Die Nektons sind eine vierköpfige Meeresforscherfamilie, bestehend aus Antheus (Ant), Fontaine, der Mutter Kaiko und dem Vater William (Will). Sie leben in dem hochmodernen U-Boot Arronax, das ihnen gleichzeitig als Forschungsschiff dient. Benötigen sie für eine ihrer Missionen bestimmte Ausrüstungen oder Informationen steht ein schwimmender Marktplatz zur Verfügung. Auf ihren Reisen begegnen sie hin und wieder der Crew des schwarzen Orcas, einem Piraten U-Boot. In der 2. Staffel begegnen die Forscher Alphieus, einem Gegenspieler, der ebenso wie die Nektons auf der Suche nach der versunkenen Stadt Lemuria ist. Auf der Suche nach Lemuria ist ihnen der geheimnisvolle Nerius behilflich. Am Ende der 3. Staffel finden sie die Stadt Lemuria und dessen mächtiges Zepter für den Auserwählten Ant Nekton.

## Charaktere
Antheus (Ant) Nekton: ist der jüngste der Familie Nekton und liebt es Geheimnisse zu lüften und Abenteuer zu erleben. Sobald irgendwelche Geschehnisse unerklärlich scheinen, lehnt er übernatürliche Wesen erst dann ab, wenn sie widerlegt wurden.

Fontaine Nekton: ist die ältere Schwester von Ant. Sie liebt Abenteuer und Geheimnisse genauso wie ihr Bruder. Allerdings glaubt sie nicht an übernatürliche Gestalten und geht grundsätzlich von einer wissenschaftlichen Erklärung aus. Als Hobby malt sie gerne und spielt verschiedene Instrumente, unter anderem Gitarre.

Kaiko Nekton: ist die Mutter von Ant und Fontaine. Sie ist die Pilotin der Arronax, dem U-Boot, auf dem die Nektons leben. Sie studierte Naturschutz und Meeresbiologie und hat einen sehr starken Willen.

William (Will) Nekton: ist der Vater von Ant und Fontaine und Kaikos Gatte. Vor Jahren war er olympischer Schwimmer, beendete die Karriere aber um nach dem geheimnisvollen Lemuria zu suchen. Außerdem ist er sehr fürsorglich.

Nerius: ist ein geheimnisvoller alter Mann, der die Nektons immer wieder bei der Suche nach Lemuria unterstützt.

Käpt´n Hammerhai: ist der Kapitän des Piraten – U-Boots „schwarzer Orca“ und der Vater von Betty und Finn. Er ist sehr ungehobelt und plündert ohne Rücksicht auf Verluste. Da er vermutet, dass die Nektons im Besitz einer wertvollen Schatzkarte sind, versucht er immer wieder deren U-Boot zu erobern.

Böse Betty: ist die Tochter des Piraten – Kapitäns und genauso wild auf Schätze wie ihr Vater. Sie findet das Piratenleben toll und hasst die Nektons.

Schöner Finn: ist der Sohn des Piraten – Kapitäns. Allerdings findet er das Leben als Pirat nicht so toll und möchte nicht in die Fußstapfen des Vaters treten. Er ist der heimliche Verehrer von Fontaine.

## Episodenliste

### Staffel 1
| Nr. ges. | Nr. St. | Deutscher Titel                  | Originaltitel             | Erstausstrahlung | Deutsche Erstausstrahlung |
| -------- | ------- | -------------------------------- | ------------------------- | ---------------- | ------------------------- |
| 1        | 1       | Das Seeungeheuer                 | Here Be Dragons           | 01.12.2015       | 19.02.2016                |
| 2        | 2       | Der schwarze Orca                | The Dark Orca             | 02.12.2015       | 20.02.2016                |
| 3        | 3       | Amy                              | A.I.M.Y.                  | 03.12.2015       | 26.02.2016                |
| 4        | 4       | Tiefer als tief                  | Digging Deeper            | 04.12.2015       | 27.02.2016                |
| 5        | 5       | Das Geheimnis im Drachen-Dreieck | The Devil´s Sea Mystory   | 07.12.2015       | 04.03.2016                |
| 6        | 6       | Der einsame Jim                  | Lonesome Jim              | 08.12.2015       | 05.03.2016                |
| 7        | 7       | Reingelegt                       | Captured                  | 09.12.2015       | 11.03.2016                |
| 8        | 8       | Die Prüfung                      | The Test                  | 10.12.2015       | 12.03.2016                |
| 9        | 9       | Das Fossil                       | The Fossil                | 11.12.2015       | 18.03.2016                |
| 10       | 10      | Riesige Tintenfische             | Colossal Squid            | 14.12.2015       | 19.03.2016                |
| 11       | 11      | Das Geister-U-Boot               | The Phantom Sub           | 15.12.2015       | 25.03.2016                |
| 12       | 12      | Der Monsterjäger                 | Monster Hunter            | 16.12.2015       | 26.03.2016                |
| 13       | 13      | Die Tiefe sieht dich             | The Abyss Stares Back     | 17.12.2015       | 01.04.2016                |
| 14       | 14      | Die Junior Nektons               | The Junior Nektons        | 18.12.2015       | 02.09.2016                |
| 15       | 15      | Der Schatz der Raruku            | Treasure of the Islanders | 21.12.2015       | 03.09.2016                |
| 16       | 16      | Der Tunnel                       | Tunnel                    | -                | 04.09.2016                |
| 17       | 17      | Das Geheimnis der Minerva        | The Sunken Gallery        | -                | 05.09.2016                |
| 18       | 18      | Die Megamuschel                  | The Field of Giant        | -                | 06.09.2016                |
| 19       | 19      | Proteus an Bord                  | The Proteus Factor        | -                | 07.09.2016                |
| 20       | 20      | Der Gesang der Sirene            | The Song Of The Siren     | -                | 08.09.2016                |
| 21       | 21      | Der Unglücksfisch                | Bad Luck Fish             | -                | 09.09.2016                |
| 22       | 22      | Megalodon!                       | Strange Migration         | -                | 10.09.2016                |
| 23       | 23      | Der Bloop                        | Bloop                     | -                | 11.09.2016                |
| 24       | 24      | Das geheimnisvolle Leuchten      | The Twilight Zone         | -                | 12.06.2016                |
| 25       | 25      | Lokis Schloss                    | Loki´s Castle             | -                | 13.09.2016                |
| 26       | 26      | Tartaruga                        | Tartaruga                 | -                | 14.09.2016                |

### Staffel 2
| Nr. ges. | Nr. St. | Deutscher Titel               | Originaltitel          | Erstausstrahlung | Deutsche Erstausstrahlung |
| -------- | ------- | ----------------------------- | ---------------------- | ---------------- | ------------------------- |
| 27       | 1       | Das Geheimnis der Sterne      | From the stars         | -                | 28.01.2018                |
| 28       | 2       | Unter Strom                   | The Baltic Sea Anomaly | -                | 29.01.2018                |
| 29       | 3       | Meerjungfrauen                | Mermaids               | -                | 30.01.2018                |
| 30       | 4       | Das Tor zu einer anderen Welt | Treacherous Waters     | -                | 31.01.2018                |
| 31       | 5       | Kenjis Monster                | Kenjis Monster         | -                | 01.02.2018                |
| 32       | 6       | Finn kommt an Bord            | Finn comes aboard      | -                | 02.02.2018                |
| 33       | 7       | Der versunkene Tempel         | Beware the sentinels   | -                | 03.02.2018                |
| 34       | 8       | Das Nautichron erwacht        | Hidden Secrets         | -                | 04.02.2018                |
| 35       | 9       | Das Labyrinth                 | The Maze               | -                | 05.02.2018                |
| 36       | 10      | Der sanfte Riese              | Whale of a tale        | -                | 06.02.2018                |
| 37       | 11      | Das verlassene U-Boot         | The Missing            | -                | 07.02.2018                |
| 38       | 12      | Blitz und Donner              | Thunder & Lightning    | -                | 08.02.2018                |
| 39       | 13      | Die Pforte öffnet sich        | The Gates              | -                | 09.02.2018                |

### Staffel 3
Die Folgen der dritten Staffel wurden alle gleichzeitig am 9. Juli 2019 auf Kividoo veröffentlicht und erst anschließend auf Super RTL ausgestrahlt.
| Nr. ges. | Nr. St. | Deutscher Titel            | Originaltitel            | Erstausstrahlung | Deutsche Erstausstrahlung |
| -------- | ------- | -------------------------- | ------------------------ | ---------------- | ------------------------- |
| 40       | 1       | Die Schatztruhe            | The Treasure             | -                | 09.07.2019                |
| 41       | 2       | Offline                    | Off-Line                 | -                | 09.07.2019                |
| 42       | 3       | Freunde in der Tiefe       | Friends in Deep Places   | -                | 09.07.2019                |
| 43       | 4       | Qualle von Innen           | Just Eaten               | -                | 09.07.2019                |
| 44       | 5       | Der Problemwal             | Family Ties              | -                | 09.07.2019                |
| 45       | 6       | Ein Kunstwerk unter Wasser | The Circle Game          | -                | 09.07.2019                |
| 46       | 7       | Fontaines Einhorn          | The Unicorn              | -                | 09.07.2019                |
| 47       | 8       | Die Legende von Quatanui   | Purple Tide              | -                | 09.07.2019                |
| 48       | 9       | Das Rennen                 | The Race                 | -                | 09.07.2019                |
| 49       | 10      | Fisch entführt             | Kidnapped                | -                | 09.07.2019                |
| 50       | 11      | Noch mehr Blitz und Donner | More Thunder & Lightning | -                | 09.07.2019                |
| 51       | 12      | Lemuria                    | Lemuria                  | -                | 09.07.2019                |
| 52       | 13      | Die Macht des Zepters      | The Sceptre              | -                | 09.07.2019                |

### Staffel 4
Die erste Folge von Staffel 4 wurde am 16. November 2021 veröffentlicht und die letzte Folge am 14. September 2022.
| Nr. ges. | Nr. St. | Deutscher Titel             | Originaltitel                 | Erstausstrahlung | Deutsche Erstausstrahlung |
| -------- | ------- | --------------------------- | ----------------------------- | ---------------- | ------------------------- |
| 53       | 1       | Ein Neues Rätsel            | The Hole Truth                | 30.05.2022       | -                         |
| 54       | 2       | Der größte Schatz           | The Biggest                   | 31.05.2022       | -                         |
| 55       | 3       | Kleine Probleme             | Little Problems               | 01.06.2022       | -                         |
| 56       | 4       | Die Spur                    | The Lead                      | 02.06.2022       | -                         |
| 57       | 5       | Der Cyberdelfin             | AWOL                          | 02.09.2022       | -                         |
| 58       | 6       | Das lemurianische Pferd     | Deceptive Appearances         | 07.06.2022       | -                         |
| 59       | 7       | Der Glaspavillon            | Glass Houses                  | 08.06.2022       | -                         |
| 60       | 8       | UFO                         | Unidentified Floating Objects | 09.06.2022       | -                         |
| 61       | 9       | Im Pazifischen Müllstrudel  | At the Bottom of the Gyre     | 13.06.2022       | -                         |
| 62       | 10      | Die Rückkehr des Läufers    | Walking with Fish             | 14.06.2022       | -                         |
| 63       | 11      | Von Eisbären und Urgiganten | Getting Warmer                | 15.06.2022       | -                         |
| 64       | 12      | Die wichtige Spur           | The Big Clue                  | 16.06.2022       | -                         |
| 65       | 13      | Im inneren des Nautilus     | The Inside Story              | 06.07.2022       | -                         |

## Synchronisation
Die Serie wurde von der Deutschen Synchron Film GmbH in Berlin synchronisiert. Das Dialogbuch schrieben Frank Schröder und Satria Anthony Sudarbo. Regie führte Frank Schröder.
| Rollenname original | Sprecher original | Rollenname deutsch | Sprecher deutsch |
| ------------------- | ----------------- | ------------------ | ---------------- |
| Antaeus Nekton      | Vincent Tong      | Antheus Nekton     | Tim Kreuer       |
| Fontaine Nekton     | Ashleigh Ball     | Fontaine Nekton    | Lina Rabea Mohr  |
| William Nekton      | Michael Dobson    | William Nekton     | Dirk Bublies     |
| Kaiko Nekton        | Kathleen Barr     | Kaiko Nekton       | Schaukje Könning |
| Nereus              | Lee Tockar        | Nerius             | Peter Groeger    |
| Smiling Finn        | Sam Vincent       | Schöner Finn       | Ricardo Richter  |
| Mad Madeline        | Kazumi Evans      | Böse Betty         | Peggy Pollow     |
| Captain Hammerhead  | Michael Dobson    | Käpt´n Hammerhai   | Lutz Schnell     |
| Danny Boy           | Brian Drummond    | Danny              | Frank Schröder   |
| Proteus             | Brian Drummond    | Proteus            | Helmut Gauß      |
| KIRA                | Chiara Zanni      | KIRA               | Mareile Moeller  |
| Dolos               | Brian Drummond    | Dolos              | Rainer Fritzsche |
| Professor Genius    | James Higuchi     | Professor Genius   | Frank Schröder   |